# 京阪電気鉄道のダイヤ改正
京阪電気鉄道のダイヤ改正（けいはんでんきてつどうのダイヤかいせい）では、京阪電気鉄道（京阪）の鉄道線において実施された歴代のダイヤ改正について京阪線系統と大津線系統とに分けて述べる。京阪特急の記事も参照。なお、本記事において2000年以降は、ダイヤ改正の表記（改正・改定・変更・新ダイヤ等）はプレスリリースの表記に合わせる。

## 京阪線系統のダイヤ改正の変遷

### 1910年代

#### 1910年4月15日
- 京阪線の天満橋駅 - 五条駅間が開通[1]。所要時間100分[2]。

#### 1913年6月1日
- 宇治線が開通[3]。

#### 1914年5月15日
- 天満橋駅 - 五条駅間で日本の私鉄で初となる急行運転が開始される[3]。所要時間60分[4]。

#### 1915年10月27日
- 京阪線の五条駅 - 三条駅間が開通[5]。

#### 1916年4月1日
- 従来の急行を最急行に改称し、主要駅停車の急行を新設[6]。天満橋 - 三条間の所要時間は最急行60分、急行70分[6]。

#### 1916年8月1日
- 急行を20分間隔に増発[6]し、最急行は急行に吸収される形で廃止[7]。

### 1920年代

#### 1929年10月11日
- 天満橋 - 三条間の所要時間を、急行は70分から63分に、普通は80分から76分に短縮[7][8]。

### 1930年代

#### 1934年3月1日
- 前年の蒲生信号所 - 守口駅（現：守口市駅）間複々線化完成により、急行の所要時間を55分に短縮[9]。

#### 1934年6月1日
- 蒲生駅（現：京橋駅）が急行停車駅となる[4]。

### 1940年代

#### 1945年12月21日
- 丹波橋駅を介して、奈良電気鉄道（現在の近鉄京都線）からの直通運転開始[10]。1947年4月1日より、相互直通運転（京阪線の電⾞が奈良電京都駅まで乗り⼊れ）開始。

#### 1947年2月15日
- 急行の運転が復活[11]。

#### 1949年8月1日
- 急行が朝夕ラッシュ時15分間隔、昼間時20分間隔となる[12]。所要時間65分[4]。

### 1950年代

#### 1950年7月1日
京阪神急行電鉄からの分離発足以来初めてのダイヤ改正。
- 急行の所要時間を59分に短縮[12]。

#### 1950年9月1日
- 特急を新設。所要時間53分[13]。

#### 1951年4月2日
- 特急を終日運転開始[13]。

#### 1952年5月1日
- 特急を夕ラッシュ時20分間隔、昼間時30分間隔とし、所要時間48分に短縮[14]。急行を終日20分間隔で運転。

#### 1953年5月10日
- 特急を終日20分間隔で運転（11時から16時まで20分間隔に増発）[13]。

#### 1953年9月25日
- 京阪本線 - 奈良電気鉄道 - 近鉄橿原線の3社直通となる三条駅 - 橿原神宮駅（現在の橿原神宮前駅）間の急行を運転開始する[15]。この急行は1955年には近畿日本奈良駅（現在の近鉄奈良駅）発着に変更され[16]、1956年には準急に格下げされる[17]。

#### 1956年3月21日
- 特急の5両運転を開始[18]し、所要時間42分に短縮[14]。

#### 1957年3月21日
- 三条駅 - 近畿日本奈良駅間の直通列車及び奈良電気鉄道（奈良電）京都駅 - 宇治駅間の直通列車がそれぞれ毎時2往復から1往復に削減。 近畿日本奈良駅直通列車は朝夕準急、昼間普通、奈良電京都駅直通列車は全て普通で運行される[19]。
- 奈良電乗入れ準急を、京阪本線内各駅停車から急行と同じ停車駅に変更[19]。

### 1960年代

#### 1961年12月21日
- 急行の6両運転を開始[20]。
- 午後ラッシュ時上りに準急3本増発[21]。

#### 1962年6月11日
- 午後ラッシュ時における準急の増発[20]。

#### 1963年3月17日
翌月の淀屋橋地下延長線開業を控えてのダイヤ改正。
- 特急の運転時間帯を早朝・深夜に拡大[22]。
- 特急の6両運転を開始[20]。
- 準急の5両運転を開始（深草駅以南）[20]。
- 普通の4両運転を開始[20]。

#### 1963年4月16日
- 淀屋橋駅 - 天満橋間が開業し、悲願の都心乗り入れを果たす。淀屋橋 - 三条間の所要時間は特急45分、急行62分[22]。

#### 1963年5月15日
- 寝屋川市駅と香里園駅の間にあった豊野駅を廃止。

#### 1965年3月21日
- 午前ラッシュ時に、宇治発三条行き直通急行を運転開始[23]。

#### 1967年3月30日
- A急行を準急と統合して廃止。午前ラッシュ時上りに準急を新設[24]。
- ATSの導入に伴い、特急と急行の運転時分を変更[20]。
- 丹波橋駅に近鉄線内列車専用の5・6番線（現在の近鉄丹波橋駅の位置）が新設され、丹波橋駅では京阪本線内の列車のほか、近鉄の普通と京阪直通列車のみ従来のホーム使用に改める。
- 京阪三条駅 - 近畿日本奈良駅間の直通列車（毎時1本）を、従来の朝夕準急、昼間普通から朝夕急行、昼間準急に変更する[25]。

#### 1967年7月17日
- 特急、急行の終発時刻の繰り上げ[26]。

#### 1968年3月25日
- 区間急行の増発と普通の一部の運転区間の延長が実施される[27]。

#### 1968年12月20日
- 近鉄の1500V昇圧計画、ATS方式の違いおよびダイヤの高密度化に伴い、近鉄京都線との相互直通運転を廃止[28]。
- 三条発宇治行き直通急行を運転開始[27]。
- 一部列車で増結（5→6両、6→7両）を実施[27]。

### 1970年代

#### 1970年11月1日
天満橋駅 - 野江駅間の高架複々線完成に伴うダイヤ改正。
- 昼間時の急行が寝屋川市駅に停車[29]。
- 朝ラッシュ時の下り天満橋駅 - 枚方市駅間の準急が3本増発される[29]。

#### 1971年8月15日
- 従来の20分ヘッドから15分ヘッドに増発[29]。
- 急行が樟葉駅に終日停車[30]。
- 特急の7両編成運転を開始[30]。
- 交野線、宇治線も15分ヘッド化[30]。
- 特急、急行の終発時刻の繰り上げを実施[30]。

#### 1972年4月2日
- 交野線村野駅 - 交野市駅間の複線化により、運転時分を短縮[29]。

#### 1975年3月23日
守口市駅 - 新門真駅間の上り高架複線が完成したことに伴うダイヤ改正。
- 午前朝ラッシュ時に下り準急を1本増発[31][32]。
- 特急、急行の減便と終発時刻の繰り上げの実施[31][32]。

#### 1976年9月12日
守口市駅 - 門真市駅間の高架複線が全面完成したことに伴うダイヤ改正。
- 朝ラッシュ時に下り準急を1本増発[31][32]。
- 昼間時の淀屋橋駅 - 守口市駅間の普通の増発[31][32]。
- 最終の上り急行を準急に変更[32]。

### 1980年代

#### 1980年3月23日
土居駅 - 寝屋川信号所間の複々線使用開始に伴うダイヤ改正。
- 朝ラッシュ時における急行・準急の増発[33][34]。
- 昼間時の準急・急行が守口市駅に停車[33][34]。
- 準急が萱島駅に終日停車[33][34]。
- 急行が寝屋川市駅に終日停車[33][34]。
- 土曜ダイヤの導入[33][34]。
- 平日・土曜朝ラッシュ時の急行（淀屋橋 - 三条）を20分間隔から毎時6本（淀屋橋行きは約10分間隔）運転に変更し、宇治発三条行き直通急行を廃止[33][34]。
- 平日朝ラッシュ時下り、夕ラッシュ時上りに淀屋橋 - 樟葉間運転の急行を新設[33][34]。

#### 1981年12月13日
- 平日午前ラッシュ時に下り急行を2本増発[34]。
- 土曜ダイヤの改善により、平日・土曜・休日ダイヤの完全分離を実施[33][34]。

#### 1984年3月29日
前年12⽉の架線電圧1500V昇圧を踏まえたダイヤ改正。
- 通勤時間帯の拡大に対応するために、朝夕ラッシュ時における急行・準急の増発[33]。
- 列車種別の変更と運転区間の延長の実施[33]。
- 京阪本線と宇治線との連絡時間の短縮[33]。

#### 1985年4月22日
- 平日朝夕ラッシュ時に、淀屋橋駅 - 樟葉駅間の急行を8両編成で運転[35]。
- 準急・急行の守口市駅、枚方公園駅における停車時間帯の拡大。これにより昼間時のみ両駅に停車していた列車を夕方ラッシュ時にも停車を開始[33]。

#### 1987年6月1日
東福寺駅 - 三条駅間の地下化工事完成に伴うダイヤ改正。
- 急行の8両編成運転を淀屋橋駅 - 三条駅間に拡大[35]。
- 準急の増発・運転区間の延長。日中の淀屋橋駅 - 枚方市間の列車を樟葉駅発着に延長[35]。
- 交野線の交野市駅 - 河内森駅間の複線化が完成し増発[35]。

#### 1988年5月28日
- 枚方市駅付近の高架化の進展により、上り高架線が使用開始されたことに伴うダイヤ修正[34]。

#### 1989年9月27日
鴨東線開業（10月5日正午）を控えてのダイヤ改正。
- 急行が五条駅に終日停車[34]。
- 深夜に上り特急を1本増発[34]。
- 準急の各駅停車区間を萱島 - 中書島間に変更し、中書島駅以北は急行と同じ停車駅となる。
- 平日夕ラッシュ時の三条発宇治行き直通急行を廃止し、代替として出町柳発樟葉行き準急を運転[34]。
- 鴨東線開業後の特急の所要時間は淀屋橋駅 - 出町柳駅間47分[36]。
- 6両の3000系特急に鴨東線開業に合わせてデビューした8000系の中間車1両を組み込み、6両と7両が混在していた特急を7両に統一。

| 駅名 ＼ 種別 | 駅名 ＼ 種別 | 淀 屋 橋 | …     | 萱 島 | …     | 樟 葉 | …     | 中 書 島 | …   | 三 条 | …   | 出 町 柳 |
| ------------ | ------------ | -------- | ----- | ----- | ----- | ----- | ----- | -------- | --- | ----- | --- | -------- |
| 運 行 本 数  | 特急         | 4本      | 4本   | 4本   | 4本   | 4本   | 4本   | 4本      | 4本 | 4本   | 4本 | 4本      |
| 運 行 本 数  | 急行         | 4本      | 4本   | 4本   | 4本   | 4本   | 4本   | 4本      | 4本 | 4本   | 4本 | 4本      |
| 運 行 本 数  | 準急         | 4本      | 4本   | 4本   | 4本   | 4本   |       |          |     |       |     |          |
| 運 行 本 数  | 普通         | 4本      | 4本   | 4本   | 4本   | 4本   | 4本   | 4本      | 4本 | 4本   | 4本 | 4本      |
| 運 行 本 数  | 普通         | 4本      |       |       |       |       |       |          |     |       |     |          |
| 運 行 本 数  | 普通         | ←宇治    | ←宇治 | ←宇治 | ←宇治 | ←宇治 | ←宇治 | 4本      | 4本 | 4本   |     |          |

### 1990年代

#### 1990年3月24日
枚方市駅付近の高架化の進展により、下り高架線が使用開始されたことに伴うダイヤ改正。
- 枚方公園駅と守口市駅における急行の夜間停車時間帯の延長。これにより急行は夕ラッシュ時～夜間にも両駅に停車を開始[34]。
- 夜間の準急が守口市駅に停車。これにより準急は早朝～朝ラッシュ時以外は同駅に停車[34]。
- この年に開催された花の万博輸送に対応するためのダイヤ調整を実施[35]。

#### 1991年6月1日
- 朝ラッシュ時に下り特急を1本増発[34]。

#### 1993年1月30日
枚方市駅付近の高架化事業の完成と前年の交野線全線複線化完成に伴うダイヤ改正。
- 平日朝ラッシュ時に下り特急6本が中書島駅に停車[35]。
- 平日朝ラッシュ時と夜間における列車の増発と深夜輸送の充実により、混雑緩和を図る[35][34]。
- 淀屋橋駅0時20分発樟葉行き急行（深夜急行の前身）を新設[35]。

#### 1995年6月19日
- さらなる混雑緩和と深夜における京阪本線と宇治線・交野線との連絡改善を図るために、朝ラッシュ時と深夜の列車の増発[37][34]。
- 宇治線・交野線の普通の増発[37][34]。

#### 1997年3月22日
平日朝ラッシュ時下り特急の停車駅追加。8両3扉車の9000系を投入し、混雑緩和と輸送力増強を実施。
- 平日朝ラッシュ時の下り特急6本が中書島駅に加えて枚方市駅にも停車[38][39]。
- 平日朝ラッシュ時における列車の増発[39]。

### 2000年代

#### 2000年7月1日
利便性向上を目指すとともに、利用状況を勘案して新ダイヤを実施。
- 特急が中書島駅、丹波橋駅に終日停車（1950年以来の京橋駅 - 七条駅間ノンストップ運転を取りやめ）。朝ラッシュ時の下り急行2本を枚方市駅停車の特急に変更[40][38][39]。原則丹波橋駅で特急と急行が連絡するようになる。
- 区間急行の削減と守口市駅、枚方公園駅における急行の夜間停車時間の延長。これにより早朝～朝ラッシュ時と深夜を除き両駅は急行が停車することとなった[40][38][39]。
- 宇治線の京阪本線（京都方面）との直通を平日朝の一部を除いて廃止。中書島駅で、京都方面（日中は三条駅）と宇治方面それぞれの折り返し運転とする[40]。
- 交野線では土曜・休日の深夜時間帯に上下6本を増発するとともに、5両編成を増やす[40]。
- 鋼索線の発着時刻の変更[38]。

| 駅名 ＼ 種別 | 駅名 ＼ 種別 | 淀 屋 橋 | …   | 萱 島 | …   | 樟 葉 | …   | 中 書 島 | …   | 三 条 | …   | 出 町 柳 |
| ------------ | ------------ | -------- | --- | ----- | --- | ----- | --- | -------- | --- | ----- | --- | -------- |
| 運 行 本 数  | 特急         | 4本      | 4本 | 4本   | 4本 | 4本   | 4本 | 4本      | 4本 | 4本   | 4本 | 4本      |
| 運 行 本 数  | 急行         | 4本      | 4本 | 4本   | 4本 | 4本   | 4本 | 4本      | 4本 | 4本   | 4本 | 4本      |
| 運 行 本 数  | 準急         | 4本      | 4本 | 4本   | 4本 | 4本   |     |          |     |       |     |          |
| 運 行 本 数  | 普通         | 4本      | 4本 | 4本   | 4本 | 4本   | 4本 | 4本      | 4本 | 4本   | 4本 | 4本      |
| 運 行 本 数  | 普通         | 4本      |     |       |     |       |     |          |     |       |     |          |
| 運 行 本 数  | 普通         |          |     |       |     | 4本   |     |          |     |       |     |          |

#### 2003年9月6日
1971年8月15日ダイヤ改正以来32年間続いた、15分サイクルが基本のダイヤを見直すなど、大規模な改正を実施。
利用頻度が少ない沿線住民への需要喚起を目指して、「待たずに乗れる・目的地に早く着く・分かりやすい」ダイヤを目指した。告知は2003年4⽉に行われたが、当初は樟葉駅への特急停車の記述はなかった。
- 特急が枚方市駅、樟葉駅に停車。平日朝夕ラッシュ時・夜間には従来の特急停車駅を踏襲した「K特急」を運転[38][39]。
- 準急を萱島 - 出町柳駅間各駅停車に変更し、淀駅 - 出町柳駅間の列車を急行に変更（淀駅発着の急行は淀駅に停車とする）[41]。
- 昼間時に出町柳駅発着の準急を運転し、同時間帯の普通を萱島駅発着とする[41]。
- 昼間時は急行の運転を取りやめ、特急、準急2本、普通（交野線・宇治線含む）を10分間隔で運転[38][39]。守口市駅で一部準急と普通が、枚方市・丹波橋・三条駅で特急と準急が連絡。
- 平日に交野線直通列車を設定。朝ラッシュ時に私市発淀屋橋行きK特急「おりひめ」2本、夕ラッシュ時に天満橋発私市行き準急「ひこぼし」7本[38][39]。
- 宇治線の京阪本線（京都方面）との直通を全廃。
- 土曜ダイヤと休日ダイヤの統合[38][39]。

| 駅名 ＼ 種別 | 駅名 ＼ 種別 | 淀 屋 橋 | …   | 萱 島 | …   | 枚 方 市 | …   | 出 町 柳 |
| ------------ | ------------ | -------- | --- | ----- | --- | -------- | --- | -------- |
| 運 行 本 数  | 特急         | 6本      | 6本 | 6本   | 6本 | 6本      | 6本 | 6本      |
| 運 行 本 数  | 準急         | 6本      | 6本 | 6本   | 6本 | 6本      | 6本 | 6本      |
| 運 行 本 数  | 準急         | 6本      |     |       |     |          |     |          |
| 運 行 本 数  | 普通         | 6本      | 6本 | 6本   |     |          |     |          |

#### 2006年4月16日
中之島線の建設工事の進展に伴う天満橋駅における線路切替と、淀駅付近連続立体交差事業による淀駅下りホームの仮設ホームへの移転に伴うダイヤ改定。
- 日中は特急、急⾏（淀屋橋 - 枚⽅市）、区間急⾏（天満橋 - 萱島）、普通（淀屋橋 - 出町柳）を10分間隔で運転、準急の運転を取りやめ[38]。守⼝市駅で急⾏と普通、枚⽅市駅、丹波橋駅、三条駅で特急と普通が連絡。
- 土休日ダイヤの朝夕を特急、急行（淀屋橋 - 出町柳）、準急（淀屋橋 - 樟葉）、普通（淀屋橋 - 出町柳、淀屋橋 - 萱島、淀・中書島 - 三条）の15分間隔運転に変更し、淀駅付近の工事に伴う制約の中、競馬輸送・行楽輸送に対応。
- 平日朝ラッシュ時の淀屋橋⾏き準急・急⾏の⼀部を天満橋⾏きに、普通の⼤部分を淀屋橋⾏きにそれぞれ変更[44][39]。
- 交野線直通K特急「おりひめ」の時刻を約20分早める[39]。
- 平日朝9時までに始発駅を出発するK特急・特急の京都方先頭車を⼥性専⽤⾞両とする[45]。

| 駅名 ＼ 種別 | 駅名 ＼ 種別 | 淀 屋 橋 | …   | 天 満 橋 | …   | 萱 島 | …   | 枚 方 市 | …   | 出 町 柳 |
| ------------ | ------------ | -------- | --- | -------- | --- | ----- | --- | -------- | --- | -------- |
| 運 行 本 数  | 特急         | 6本      | 6本 | 6本      | 6本 | 6本   | 6本 | 6本      | 6本 | 6本      |
| 運 行 本 数  | 急行         | 6本      | 6本 | 6本      | 6本 | 6本   | 6本 | 6本      |     |          |
| 運 行 本 数  | 区間急行     |          |     | 6本      | 6本 | 6本   |     |          |     |          |
| 運 行 本 数  | 普通         | 6本      | 6本 | 6本      | 6本 | 6本   | 6本 | 6本      | 6本 | 6本      |

#### 2007年1月27日
前回ダイヤ改定からの需要動向を分析し、平日朝ラッシュ時を中心にダイヤ一部変更。
- 平日朝ラッシュ時の急行1本、準急4本、区間急行2本を天満橋行きから淀屋橋行きに、普通3本を淀屋橋行きから天満橋行きに変更[46]。
- 土休日朝の準急1本、普通1本を天満橋行きから淀屋橋行きに変更[46]。
- 平日朝に大阪方面から萱島発着の普通を1往復増発[46]。
- 平日の9時台及び15時台の淀屋橋 - 枚方市間の急行の一部を準急に変更[46]。
- 交野線の平日夕方2往復を減便[46]。

#### 2008年10月19日
中之島線開業に伴うダイヤ改定。
中之島線直通列車や、時間帯により停車駅が異なる列車を分かりやすくするため、列車種別が増加。
- K特急を快速特急に改称し、平日夕方 - 夜間上りのみの運転に縮小。平日も特急を終日運転[47]。
- 中之島線直通優等列車として快速急行を新設（2008年4⽉に先⾏して発表[48]）。中之島線開業に合わせてデビューした3000系を主に充当し[47]、日中は毎時2本運転、平日・土休日とも終日運転[49]。平日朝ラッシュ時下りは守口市駅通過の通勤快急を運転[47]。
- 淀屋橋駅0時20分発樟葉行き急行（守口市・枚方公園駅通過）を深夜急行に改称のうえ分離した結果、急行は遂に全列車が守口市駅・枚方公園駅に停車[47]。
- 平日朝ラッシュ時に守口市駅を通過する下り準急を通勤準急として分離した結果、準急は遂に全列車が守口市駅に停車[47]。
- 日中に枚方市駅で快速急行と連絡する淀屋橋 - 枚方市駅間の特急を毎時2本運転、枚⽅市駅以北では特急4本と快速急行2本を合わせて10分間隔とし、特急毎時6本相当を維持。樟葉駅以北で各駅停車10分間隔（準急4本・普通2本）とし、樟葉発着の区間急行（毎時2本）と合わせて、枚方市駅、丹波橋駅、三条駅での連絡を維持。
- 22時以降も特急（枚方市・樟葉駅に停車）を運転[49]。
- 交野線直通「おりひめ」を中之島行き通勤快急2本に、「ひこぼし」を深夜の中之島発私市行き快速急行3本に変更[49]。
- このダイヤ改定を機に、五条駅、四条駅、丸太町駅をそれぞれ清水五条駅、祇園四条駅、神宮丸太町駅に改称[50]。

| 駅名 ＼ 種別 | 駅名 ＼ 種別 | 淀 屋 橋 | …       | 天 満 橋 | …   | 萱 島 | …   | 枚 方 市 | …   | 樟 葉 | …   | 出 町 柳 |
| ------------ | ------------ | -------- | ------- | -------- | --- | ----- | --- | -------- | --- | ----- | --- | -------- |
| 運 行 本 数  | 特急         | 4本      | 4本     | 4本      | 4本 | 4本   | 4本 | 4本      | 4本 | 4本   | 4本 | 4本      |
| 運 行 本 数  | 特急         | 2本      |         |          |     |       |     |          |     |       |     |          |
| 運 行 本 数  | 快速急行     | ←中之島  | ←中之島 | 2本      | 2本 | 2本   | 2本 | 2本      | 2本 | 2本   | 2本 | 2本      |
| 運 行 本 数  | 準急         | 4本      | 4本     | 4本      | 4本 | 4本   | 4本 | 4本      | 4本 | 4本   | 4本 | 4本      |
| 運 行 本 数  | 区間急行     | ←中之島  | ←中之島 | 2本      | 2本 | 2本   | 2本 | 2本      | 2本 | 2本   |     |          |
| 運 行 本 数  | 区間急行     | ←中之島  | ←中之島 | 4本      | 4本 | 4本   |     |          |     |       |     |          |
| 運 行 本 数  | 普通         | 2本      | 2本     | 2本      | 2本 | 2本   | 2本 | 2本      | 2本 | 2本   | 2本 | 2本      |
| 運 行 本 数  | 普通         | 4本      |         |          |     |       |     |          |     |       |     |          |

#### 2009年9月12日
淀駅付近連続立体交差事業における下り線の高架化などに伴うダイヤ一部変更。
- 早朝から朝ラッシュ時にかけて、5両編成の列車の一部を7両化[45]。
- 樟葉発の通勤準急1本を三条始発に延長[45]。
- 中之島行き通勤準急2本を淀屋橋行きに、淀屋橋行き普通1本を中之島行きにそれぞれ変更[45]。
- 夕ラッシュ時に淀屋橋発樟葉行き急行4本を20分間隔で新設し、中之島発の快速急行3本を普通に変更[45]。
- 夜間・深夜帯の淀屋橋発樟葉行き特急3本を出町柳行きに、中之島発出町柳行き快速急行3本を樟葉行きにそれぞれ変更[45]。

### 2010年代

#### 2011年5月28日
淀駅付近連続立体交差事業における下り線の高架化に伴うダイヤ一部変更。
- 昼間時の快速急行・区間急行と枚方市発着の特急を廃止し、特急（淀屋橋 - 出町柳）10分間隔運転に変更。京橋駅で中之島発着の列車と連絡[52]。
- 中之島線は準急2本、普通4本による10分間隔での運行に整理される[52]。また、萱島駅以北で準急2本、中之島発着の普通2本、淀屋橋発着の普通2本をあわせて各駅停車10分間隔とし、枚方市駅、丹波橋駅、三条駅での連絡を維持。
- 昼間時に急行（淀屋橋 - 樟葉）を設定し、大阪方の準優等は急行4本、準急2本あわせて10分間隔となる。香里園駅で急行と普通が連絡し、一部の急行を淀駅発着とすることで、快速急行（競馬開催時に淀駅臨時停車）廃止を代替[52]。
- 快速特急（中書島・丹波橋停車）の運転を取りやめ、平日夕方以降も特急を10分間隔で運転[52]。
- 交野線直通「おりひめ」「ひこぼし」を削減、それぞれ1本のみとなる[52]。

| 駅名 ＼ 種別 | 駅名 ＼ 種別 | 淀 屋 橋 | …       | 天 満 橋 | …   | 萱 島 | …   | 樟 葉 | …   | 出 町 柳 |
| ------------ | ------------ | -------- | ------- | -------- | --- | ----- | --- | ----- | --- | -------- |
| 運 行 本 数  | 特急         | 6本      | 6本     | 6本      | 6本 | 6本   | 6本 | 6本   | 6本 | 6本      |
| 運 行 本 数  | 急行         | 4本      | 4本     | 4本      | 4本 | 4本   | 4本 | 4本   |     |          |
| 運 行 本 数  | 準急         | ←中之島  | ←中之島 | 2本      | 2本 | 2本   | 2本 | 2本   | 2本 | 2本      |
| 運 行 本 数  | 普通         | 2本      | 2本     | 2本      | 2本 | 2本   | 2本 | 2本   | 2本 | 2本      |
| 運 行 本 数  | 普通         | ←中之島  | ←中之島 | 2本      | 2本 | 2本   | 2本 | 2本   | 2本 | 2本      |
| 運 行 本 数  | 普通         | ←中之島  | ←中之島 | 2本      | 2本 | 2本   |     |       |     |          |

#### 2013年3月16日
淀駅付近立体交差化事業の進捗に伴うダイヤ一部変更。
- 昼間時の準急を淀屋橋駅発に変更し、普通を中之島駅発着に統一[53]。
- 昼間時において、急行と準急、萱島駅発着の普通と出町柳駅発着の普通をそれぞれ交互に運転するダイヤ（10分サイクル相当の20分サイクル）に変更。よりわかりやすい運転パターンとする[53]。
- 淀駅1番線ホームの本格共用開始に伴い、淀行きの列車を増発[53]。
- 平日の上り特急の10分間隔運転を22時20分までに拡大[53]。
- 交野線直通「おりひめ」「ひこぼし」（京阪本線での5両編成列車）の廃止[53]。

| 駅名 ＼ 種別 | 駅名 ＼ 種別 | 淀 屋 橋 | …       | 天 満 橋 | …   | 萱 島 | …   | 樟 葉 | …   | 出 町 柳 |
| ------------ | ------------ | -------- | ------- | -------- | --- | ----- | --- | ----- | --- | -------- |
| 運 行 本 数  | 特急         | 6本      | 6本     | 6本      | 6本 | 6本   | 6本 | 6本   | 6本 | 6本      |
| 運 行 本 数  | 急行         | 3本      | 3本     | 3本      | 3本 | 3本   | 3本 | 3本   |     |          |
| 運 行 本 数  | 準急         | 3本      | 3本     | 3本      | 3本 | 3本   | 3本 | 3本   | 3本 | 3本      |
| 運 行 本 数  | 普通         | ←中之島  | ←中之島 | 3本      | 3本 | 3本   | 3本 | 3本   | 3本 | 3本      |
| 運 行 本 数  | 普通         | ←中之島  | ←中之島 | 3本      | 3本 | 3本   |     |       |     |          |

#### 2016年3月19日
特急の所要時間の短縮による速達性向上を目指したダイヤ変更。
- 特急が香里園駅で準急を追い抜くダイヤとなり、枚方市駅での特急と準急の連絡を樟葉駅に変更[54]。
- 昼間時の急行を廃止し、準急10分間隔に変更。出町柳発着の普通を枚方市発着とし、同駅で特急に連絡[54]。
- 土曜・休日ダイヤにおいて、京橋 - 七条間ノンストップ・快速特急「洛楽」5往復の定期運転を開始。快速特急運転時間帯に快速急行を運転し、快速特急通過駅の乗車機会を確保[54]。
  - 快速特急は、2011年10月から臨時列車または行楽シーズンの特別ダイヤで設定[55]。「洛楽」の愛称は公募のうえ、翌2012年3月より使用[56]。
- 初発・最終列車の一部見直し[54]、利用状況に応じたダイヤの見直し[54]。

| 駅名 ＼ 種別 | 駅名 ＼ 種別 | 淀 屋 橋 | …       | 天 満 橋 | …   | 萱 島 | …   | 枚 方 市 | …   | 出 町 柳 |
| ------------ | ------------ | -------- | ------- | -------- | --- | ----- | --- | -------- | --- | -------- |
| 運 行 本 数  | 特急         | 6本      | 6本     | 6本      | 6本 | 6本   | 6本 | 6本      | 6本 | 6本      |
| 運 行 本 数  | 準急         | 6本      | 6本     | 6本      | 6本 | 6本   | 6本 | 6本      | 6本 | 6本      |
| 運 行 本 数  | 普通         | ←中之島  | ←中之島 | 3本      | 3本 | 3本   | 3本 | 3本      |     |          |
| 運 行 本 数  | 普通         | ←中之島  | ←中之島 | 3本      | 3本 | 3本   |     |          |     |          |

#### 2017年2月25日
京阪グループ中期経営計画の戦略である「沿線再耕」および「観光創造」の一環としてダイヤ変更を実施。
- 平日ダイヤにおいて、快速特急「洛楽」2往復を定期化。快速特急を補完する快速急行は、上りは急行に変更、下りは快速急行のまま平日も運転[57]。
- 昼間時の普通の一部を枚方市まで延長。枚方市発着4本、萱島発着2本となる[57]。
- 平日夕ラッシュ時 - 夜間の中之島発樟葉行き快速急行を淀屋橋発に変更。それに伴い、一部の準急を淀屋橋発から中之島発に変更[57]。
- 「プレミアムカー」導入に向けた改造工事に伴い、全ての8000系車両が7両編成化[57]。

| 駅名 ＼ 種別 | 駅名 ＼ 種別 | 淀 屋 橋 | …       | 天 満 橋 | …   | 萱 島 | …   | 枚 方 市 | …   | 出 町 柳 |
| ------------ | ------------ | -------- | ------- | -------- | --- | ----- | --- | -------- | --- | -------- |
| 運 行 本 数  | 特急         | 6本      | 6本     | 6本      | 6本 | 6本   | 6本 | 6本      | 6本 | 6本      |
| 運 行 本 数  | 準急         | 6本      | 6本     | 6本      | 6本 | 6本   | 6本 | 6本      | 6本 | 6本      |
| 運 行 本 数  | 普通         | ←中之島  | ←中之島 | 4本      | 4本 | 4本   | 4本 | 4本      |     |          |
| 運 行 本 数  | 普通         | ←中之島  | ←中之島 | 2本      | 2本 | 2本   |     |          |     |          |

#### 2017年8月20日
有料座席指定特別車両「プレミアムカー」運行開始に伴うダイヤ一部変更。
- 8000系車両の6号車にプレミアムカーが連結され、営業運転を開始[58]。
- 平日朝ラッシュ時に、全車両座席指定「ライナー」列車を新設。枚方市発・樟葉発淀屋橋行き各1本を、京橋駅までノンストップで運転[58]。

#### 2018年9月15日
「プレミアムカー」「ライナー」による、有料座席指定サービス拡大に伴うダイヤ変更。
- 「プレミアムカー」の運転本数と運転時間帯が拡大。土曜・休日ダイヤ実施日において、快速特急「洛楽」にも導入[59]。
- 「ライナー」の停車駅を特急と統一のうえ増発し、運転区間を拡大。平日朝の淀屋橋行きは樟葉発を1本増発し、従来樟葉発の1本を出町柳発に延長。平日夕方・夜間に淀屋橋発出町柳行き2本を新設[59]。
- 平日朝ラッシュ時に特急1本、快速急行1本を増発。土曜・休日朝に特急2本を増発[59]。

### 2020年代

#### 2021年1月31日
3000系プレミアムカー運転開始に伴うダイヤ変更。
- 3000系車両の6号車に「プレミアムカー」を新造のうえ連結、運転本数を拡大[60]。
- 平日朝ラッシュ時に、三条発淀屋橋行き「ライナー」1本を新設。夕方 - 夜間の「ライナー」運転時刻を変更[60]。
- 一部の快速特急「洛楽」・特急の所要時間の短縮[60]。
- 深夜時間帯における列車本数の削減などのダイヤの見直し[60]。

#### 2021年9月25日
新型コロナウイルスの影響に伴う社会状況の変化に対応するためのダイヤ変更。
2003年9月6日以来18年続いた日中10分間隔を基本とするダイヤが見直された。
- 昼間時の特急、準急、普通が概ね15分（13 - 17分）間隔での運転となる[61][62]。これに伴い樟葉駅での特急と準急の連絡を一部枚方市駅に変更。同時間帯には「プレミアムカー」連結の3000系快速急行を概ね30分間隔で運転[61][62]。
- 平日の15時以降は、特急・準急・普通を概ね12分間隔で運転。夕ラッシュ時以降は、前ダイヤを踏襲しつつ概ね12分間隔に変更し、ピーク時の上り快速急行3本を出町柳行きに延長、下り出町柳発の快速特急「洛楽」・快速急行をそれぞれ3本の運転とする。
- 朝ラッシュ時に樟葉発淀屋橋行き「ライナー」1本を増発。夕ラッシュ時に淀屋橋発出町柳行き「ライナー」2本を増発[61][62]。
- 減便により、昼間時の特急と平日の快速特急「洛楽」の所要時間を短縮[61][62]。土休日朝の快速特急「洛楽」・急行出町柳行きをそれぞれ4本の運転とする。
- 深夜時間帯の利用減少に伴い、⽀線含む最終列⾞を最⼤20分程度繰り上げ。深夜急行の代替として淀屋橋駅0時発の快速急行樟葉行きを運転[61][62]。

| 駅名 ＼ 種別 | 駅名 ＼ 種別 | 淀 屋 橋 | …       | 天 満 橋 | …   | 萱 島 | …   | 枚 方 市 | …   | 出 町 柳 |
| ------------ | ------------ | -------- | ------- | -------- | --- | ----- | --- | -------- | --- | -------- |
| 運 行 本 数  | 特急         | 4本      | 4本     | 4本      | 4本 | 4本   | 4本 | 4本      | 4本 | 4本      |
| 運 行 本 数  | 快速急行     | 2本      | 2本     | 2本      | 2本 | 2本   | 2本 | 2本      | 2本 | 2本      |
| 運 行 本 数  | 準急         | 4本      | 4本     | 4本      | 4本 | 4本   | 4本 | 4本      | 4本 | 4本      |
| 運 行 本 数  | 普通         | ←中之島  | ←中之島 | 2本      | 2本 | 2本   | 2本 | 2本      |     |          |
| 運 行 本 数  | 普通         | ←中之島  | ←中之島 | 2本      | 2本 | 2本   |     |          |     |          |

#### 2023年8月26日
全車両座席指定「ライナー」列車の増発と停車駅変更に伴うダイヤ変更。
- 全車両座席指定「ライナー」列車を増発し、着席サービスを拡充。樟葉・枚方市駅始発の「ライナー」列車が香里園駅・寝屋川市駅にも停車。夕方に出町柳発淀屋橋行きが1本設定される[63]。
- 平日の13 - 14時帯において、中之島駅 - 枚方市駅間の普通を出町柳まで延長し、準急毎時2本を減便。[64]平日の快速特急「洛楽」を1往復を除き特急に変更し、特急の運転間隔と快速急行の運転本数・運転区間を見直し[63]。
- 土休日も平日ダイヤに準じて、利用状況に応じた列車本数の削減などのダイヤ見直し[63]。
- 深夜時間帯におけるダイヤの見直し[63]。
- 停車駅案内から深夜急行が削除。

| 駅名 ＼ 種別 | 駅名 ＼ 種別 | 淀 屋 橋 | …       | 天 満 橋 | …   | 萱 島 | …   | 枚 方 市 | …   | 出 町 柳 |     |     |
| ------------ | ------------ | -------- | ------- | -------- | --- | ----- | --- | -------- | --- | -------- | --- | --- |
| 運 行 本 数  | 特急         | 4本      | 4本     | 4本      | 4本 | 4本   | 4本 | 4本      | 4本 | 4本      |     |     |
| 運 行 本 数  | 快速急行     | 2本      | 2本     | 2本      | 2本 | 2本   | 2本 | 2本      | 2本 | 2本      |     |     |
| 運 行 本 数  | 準急         | 2本      | 2本     | 2本      | 2本 | 2本   | 2本 | 2本      | 2本 | 2本      |     |     |
| 運 行 本 数  | 普通         | ←中之島  | ←中之島 | 2本      | 2本 | 2本   | 2本 | 2本      | 2本 | 2本      | 2本 | 2本 |
| 運 行 本 数  | 普通         | ←中之島  | ←中之島 | 2本      | 2本 | 2本   |     |          |     |          |     |     |

#### 2025年3月22日
2021年9月25日以来3年半続いた日中15分間隔を基本とするダイヤが見直された。
- 日中時間帯の快速急行と枚方市駅発着の普通が廃止。
- 全線直通の特急と準急、中之島駅～萱島駅間の普通が毎時4本から5本に増加。
- 淀屋橋駅・中之島駅～萱島駅間で運行する普通と区間急行の一部列車が4両編成で運転。
- 交野線・宇治線の列車が毎時4本から5本に増加。

| 駅名 ＼ 種別 | 駅名 ＼ 種別 | 淀 屋 橋 | …       | 天 満 橋 | …   | 萱 島 | …   | 枚 方 市 | …   | 出 町 柳 |
| ------------ | ------------ | -------- | ------- | -------- | --- | ----- | --- | -------- | --- | -------- |
| 運 行 本 数  | 特急         | 5本      | 5本     | 5本      | 5本 | 5本   | 5本 | 5本      | 5本 | 5本      |
| 運 行 本 数  | 準急         | 5本      | 5本     | 5本      | 5本 | 5本   | 5本 | 5本      | 5本 | 5本      |
| 運 行 本 数  | 普通         | ←中之島  | ←中之島 | 5本      | 5本 | 5本   |     |          |     |          |

#### 2025年10月26日
京阪3000系のプレミアムカーが2両に増加するタイミングで改正を行う。
- 京阪3000系の5両目をプレミアムカーに変更。(同8000系は変更なし)
- 日中のパターンダイヤは変更しない。
- 一部の特急の使用車両の変更や運転時刻の変更。
- ラッシュ時間帯の増発、運転区間の延長。
- 淀屋橋駅・中之島駅〜萱島駅間を4両編成で運転する列車のワンマン化(萱島駅以北は車掌乗務)

## 大津線系統のダイヤ改正の変遷

### 1930年代

#### 1934年4月17日
- 京津線での急行運転開始[67][68]。

### 1950年代

#### 1957年3月20日
- 浜大津駅（現・びわ湖浜大津駅）改良工事が完成し、三条駅 - 石山寺駅間直通の急行を終日運転[69]。
- 日中は三条駅 - 石山寺駅間の急行、三条駅 - 浜大津駅間の普通、石山寺駅 - 坂本駅（現・坂本比叡山口駅）間の普通、浜大津駅 - 近江神宮前駅間の普通をそれぞれ15分間隔で運行[70]。

### 1960年代

#### 1968年3月25日
- 日中の運行を15分サイクルから20分サイクルに変更[70][71]。
- 日中は三条駅 - 石山寺駅間の急行、三条駅 - 浜大津駅間の普通、三条駅 - 四宮駅間の普通、石山寺駅 - 坂本駅間の普通、浜大津駅 - 穴太駅間の普通をそれぞれ20分間隔で運行[70]。

### 1970年代

#### 1971年8月15日
京阪本線と同時に実施。
- 日中は基本15分サイクルでの運行に変更[72]。
- 全ての列車を2両編成化[30]。
- 京津線に準急新設[72]。
- 日中は三条駅 - 石山寺駅間の準急、三条駅 - 浜大津駅間の準急、三条駅 - 四宮駅間の普通2本、石山寺駅 - 坂本駅間の普通、浜大津駅 - 坂本駅間の普通をそれぞれ30分間隔で運行[70]。
- 上関寺駅を廃止。

#### 1975年3月23日
- 石山坂本線の列車の増発[73]。
- 京阪本線との接続改善[73]。

### 1980年代

#### 1981年1月9日
- 浜大津駅の統合・新設工事進捗により、三条駅 - 石山寺駅間の直通列車を廃止[74]。

#### 1981年4月12日
浜大津駅の統合・新設工事の完成に伴うダイヤ改正。
- 急行が廃止され、列車種別が準急・普通の2種類に整理された[75]。
- 三条駅における四宮駅行きの最終列車と京阪本線の最終急行との接続改善[75]。
- 朝ラッシュ時における列車の増発[75]。
- 夕方ラッシュ時における京津線のダイヤを10分間隔に変更[75]。

#### 1987年6月1日
- 京阪本線の三条駅が地下化されたことに伴う京阪本線との連絡調整を実施[35]。

### 1990年代

#### 1997年10月12日
京都市営地下鉄東西線との直通運転開始、および石山坂本線・穴太 - 坂本駅間複線化工事竣工に伴うダイヤ改正。
- 京津線に800系車両を投入し、地下鉄東西線・京都市役所前駅まで乗り入れ[76]。前日の11日をもって、京津線三条駅 - 御陵駅間を廃止[77]。
- 京津線は、平日午前・午後ラッシュ時10分間隔、昼間時15分間隔、早朝・深夜20分間隔で運転。準急を廃止[78]。
- 石山坂本線の朝ラッシュ時に石山寺駅 - 近江神宮前駅間の普通が坂本駅まで延長され、2本増発[78]。全線で5 - 8分間隔での運転となる[78]。

### 2000年代

#### 2002年11月30日
- 京津線でワンマン運転を実施[79]。

#### 2003年10月4日
- 石山坂本線でワンマン運転を実施[80][79]。
- 石山寺 - 近江神宮前間では朝 - 夜間に、近江神宮前 - 坂本間では夕方 - 夜間に、7分30秒間隔（1時間あたり8本）に増発[79]。

#### 2008年1月7日
- 1月16日の京都市営地下鉄東西線・二条駅 - 太秦天神川駅間延伸開業に伴い、京津線が日中毎時2本（約30分間隔）太秦天神川駅まで乗り入れ[81][82]。
- 太秦天神川駅発着は京津線列車の約半数（約30分間隔）で、太秦天神川駅発着と京都市役所前駅発着を交互に運行[82]。
- 開業前日の15日までは、京都市役所前駅 - 太秦天神川駅間は回送・訓練運転扱い[82]。

### 2010年代

#### 2018年3月17日
- 京津線で昼間時（土休日は朝7時）以降、びわ湖浜大津駅 - 太秦天神川駅間の運転本数を拡大。石山坂本線で、坂本比叡山口駅 - 石山寺駅間の運転本数を拡大[83]。
- 昼間時の京津線を太秦天神川駅 - びわ湖浜大津駅間の運転に統一し、概ね20分間隔に減便[83]。
- 昼間時の石山坂本線を坂本比叡山口駅 - 石山寺駅間の運転に統一し、10分間隔に変更。近江神宮前駅以北では毎時4→6本に増便、以南では8→6本に減便[83]。
- 京津線、石山坂本線ともに最終列車を35 - 40分程度繰り上げ[83]。
- このダイヤ変更を機に、浜大津駅をびわ湖浜大津駅に、 別所駅を大津市役所前駅に、 皇子山駅を京阪大津京駅に、坂本駅を坂本比叡山口駅に、それぞれ変更[83]。

### 2020年代

#### 2021年9月25日
- 石山坂本線で昼間時の坂本比叡山口駅 - 近江神宮前駅間を20分間隔に減便[61]。
- 石山坂本線で学休期ダイヤを導入[61]。

#### 2022年12月19日
- 京津線で平日朝時間帯を4本、夕方時間帯を8本減便[84]。